# Frederic Lamond
Frederic Archibald Lamond (ur. 28 stycznia 1868 w Glasgow, zm. 21 lutego 1948 w Stirling) – szkocki pianista.

## Życiorys
Jako dziecko był chórzystą w kościele, uczył się też gry na oboju i skrzypcach. W latach 1882–1884 kształcił się w konserwatorium Joachima Raffa we Frankfurcie nad Menem, gdzie jego nauczycielami byli Hugo Heermann (skrzypce), Max Schwarz (fortepian) i Anton Urspruch (kompozycja). Uzupełniające studia w zakresie gry na fortepianie odbył u Hansa von Bülowa, Clary Schumann i Ferenca Liszta. Debiutował w 1885 roku w Berlinie, następnie występował w Wiedniu, Glasgow, Londynie, Stanach Zjednoczonych i Rosji. Na jego koncercie w londyńskiej St. James’s Hall w dniu 15 kwietnia 1886 roku obecny był Ferenc Liszt. Koncertował w Europie do wybuchu II wojny światowej, kiedy to powrócił na stałe do Wielkiej Brytanii.
Specjalizował się w wykonawstwie muzyki Ferenca Liszta i Ludwiga van Beethovena. Dokonał licznych nagrań pianolowych. Opublikował pracę Beethoven: Notes on the Sonatas (Glasgow 1944) oraz swoje wspomnienia The Memoirs of Frederic Lamond (Glasgow 1949). Zajmował się także komponowaniem, napisał m.in. Symfonię A-dur, Trio fortepianowe h-moll, Sonatę D-dur na wiolonczelę i fortepian, liczne utwory fortepianowe.
W 1904 roku poślubił niemiecką aktorkę Irene Triesch.